# Puerto Rico i olympiska sommarspelen 1976
Puerto Rico deltog med 80 deltagare vid de olympiska sommarspelen 1976 i Montréal. Totalt vann de en bronsmedalj.

## Medaljer

### Brons
- Orlando Maldonado - Boxning, lätt flugvikt

## Boxning
Lätt flugikt
- Orlando Montalvo →  Brons
  - Första omgången – Besegrade Lucky Mutale (ZAM), walk-over
  - Andra omgången – Besegrade Brendan Dunne (IRL), KO-1
  - Kvartsfinal – Besegrade Héctor Patri (ARG), 5:0
  - Semifinal – Förlorade mot Jorge Hernández (CUB), 0:5

Flugikt
- Julio Guzman

Bantamvikt
- Alejandro Silva

Fjädervikt
- Carlos Calderon

Lättvikt
- Roberto Andino

Lätt weltervikt
- Ismael Martínez

Weltervikt
- Carlos Santos

Lätt mellanvikt
- Wilfredo Guzman

Mellanvikt
- Carlos Betancourt

Lätt tungvikt
- José Rosa

## Bågskytte
Damernas individuella tävling
- Maria Medina – 1993 poäng (→ 27:e plats)

Herrarnas individuella tävling
- Edgardo Berdeguer – 2200 poäng (→ 31:a plats)

## Friidrott
Herrarnas 800 meter
- Jorge Ortiz
  - Heat — 1:51,38 (→ gick inte vidare)

Herrarnas 4 x 400 meter
- Pedro Ferrer, Iván Mangual, Julio Ferrer och Jorge Ortiz
  - Heat — 3:06,08 (→ gick inte vidare)

Herrarnas 400 meter häck
- Julio Ferrer
  - Heats — 52,45s
  - Semi Final — 51,04s (→ gick inte vidare)

Herrarnas maraton
- José de Jesus — 2:19:34 (→ 23:e plats)
- Víctor Serrano — 2:34:59 (→ 53:e plats)

## Fäktning
Herrarnas florett
- José Samalot

Herrarnas värja
- Gilberto Peña
- Rubén Hernández

Damernas florett
- Dinorah Enríquez